# Harpagon
Harpagon est un personnage de la pièce de théâtre L'Avare de Molière, parue en 1668. Bourgeois riche et veuf, il est le père de Cléante et d'Élise, deux jeunes gens en âge de se marier. Lui-même compte épouser Mariane.
Le personnage a donné lieu à l'antonomase harpagon pour désigner une personne avare.

## Caractère
Harpagon représente l'avarice. Il économise sur tout et refuse de faire la moindre dépense. « Quand il y a à manger pour huit, il y en a bien pour dix. » (acte III, scène I)
Il ne pense qu'à sa cassette, qui contient dix mille écus d'or, et qu'il a enterrée dans le jardin. Il personnifie son argent, qui est la source de son bonheur : « Hélas ! mon pauvre argent, mon pauvre argent, mon cher ami ! On m'a privé de toi ; et puisque tu m'es enlevé, j'ai perdu mon support, ma consolation, ma joie ; tout est fini pour moi, et je n'ai plus que faire au monde ! Sans toi, il m'est impossible de vivre. » (acte IV, scène VII)
Il est persuadé que tout le monde essaie de le voler. Il soupçonne le valet de son fils, La Flèche, qui lâche : « Que la peste soit de l'avarice et des avaricieux ! » (acte I, scène III)

## Interprètes

### Sur la scène
- Jean Baptiste Poquelin dit Molière
- Charles Dullin (1943)
- Denis d'Inès (1922) à (1954)
- Jean Vilar (1952)
- Georges Chamarat (1960)
- Louis de Funès (1980)
- Michel Etcheverry
- Roger Louret (1985)
- Michel Aumont (1969) à (1989)
- Michel Serrault (1986), (2006)
- Michel Bouquet (1979), (2007)
- Roger Planchon (1999)
- Gérard Giroudon (2000)
- Marc Legault (2007)
- Denis Podalydès (2009-2010).
- Laurent Poitrenaux (2015)
- Michel Boujenah (2021)

### À l'écran
- Louis de Funès dans le film L'Avare (1980).
- Michel Serrault dans le téléfilm L'Avare (2007).

### Inspiré de, origine
- Harpagon est inspiré du personnage de Plaute : Euclion, dans La Marmite ou L'Aululaire.

- Harpagon vient du latin harpax qui veut dire "qui tire à soi", lequel provient du grec ἅρπαξ/ἅρπαγος, hárpax/hárpagos "rapace"